# Tapes (peuple)
Pour les articles homonymes, voir Tapes (homonymie).
Les Tapes étaient un groupe indigène qui vivait dans la région proche du littoral du Rio Grande do Sul, dans le Sud du Brésil, principalement dans les régions élevées des bords de la Lagoa dos Patos. Ces collines étaient recouvertes par la mata atlântica, l'actuelle Serra dos Tapes.